# 維持和平
維持和平（英語：Peacekeeping）是指所有在陷入危机的国家维护和平的措施，其中包括派遣联合国维持和平部队。旨在創造有利於維持持久和平的條件。經研究發現，維和能減少戰場上平民的死亡，並降低再次引發戰爭的風險。

联合国内部的共识是，在国际层面，维和部队负责监督和观察冲突后地区的和平进程。他们也可能协助前战斗人员履行他们已作出的和平协议承诺。这种援助可能以多种形式出现，包括建立信任措施、权力分享安排、选举支持、加强法治，以及促进经济和社会发展。因此，联合国维和部队（通常因其浅蓝色贝雷帽或头盔而被称为蓝色贝雷帽或蓝盔部队）可以包括士兵、警察和文职人员。
联合国并不是唯一实施维和任务的组织。非联合国的维和行动包括北约在科索沃的维和任务（经联合国授权）、西奈半岛上的多国观察员部队，以及由欧盟（如在联合国授权下的中非共和国欧盟部队）和非洲联盟（如非洲联盟驻索马里特派团）组织的维和任务。

## 非联合国维和行动

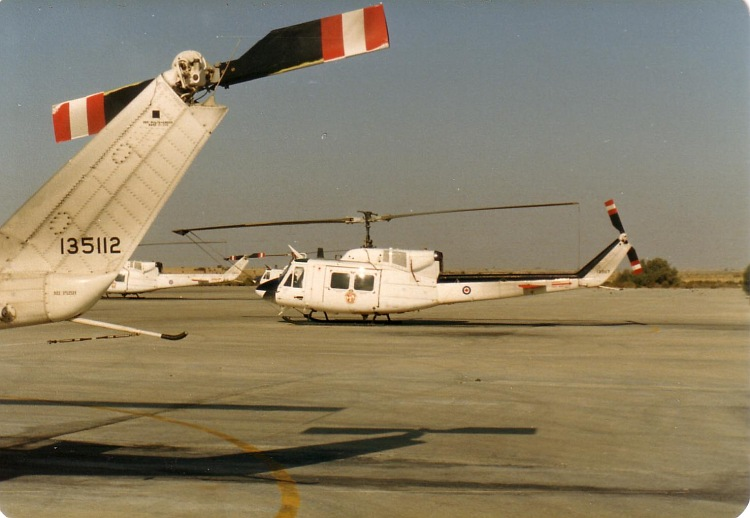
1989年，加拿大CH135双旋翼直升机被分配至埃及西奈半岛埃尔戈拉的多国观察员部队。

1981年，以色列和埃及达成了一项协议，成立了多国观察员部队，该组织至今仍在监督西奈半岛的局势。
非洲联盟（AU）正在建设一个非洲和平与安全架构，以履行在非洲大陆上保证和平与安全的使命。在发生种族灭绝或其他严重人权侵犯的情况下，即使有关国家政府反对，只要得到非洲联盟大会的批准，维和任务仍可被发起。非洲和平与安全构架（APSA）的建立，包括非洲待命部队（ASF），最早计划在2015年实现。在区域层面，西非国家经济共同体（ECOWAS）在其一些成员国发起了多次维和任务，被称为“非洲最先进的区域和平与安全机制”。
无武装平民维和（Unarmed Civilian Peacekeeping, UCP）是指非武装的平民人员在冲突地区执行非暴力的，非干涉性的，中立的一系列行动，以保护平民免受暴力侵害，并协助建立持久和平的努力。虽然UCP一词在非政府组织（NGO）中并不完全通用，但许多组织使用类似的技术并希望实现共同的和平目标。这些技术包括护送、保持存在、控制谣言、举行社区安全会议、确保安全通行和监控等措施。